# Daniel Frederik Eschricht
Daniel Frederik Eschricht (født 18. marts 1798 i København, død 22. februar 1863) var en dansk fysiolog, læge og zootom.

## En alsidig uddannelse
Eschricht var den næstældste af 12 søskende og var søn af varemægler Johan Gottfried Eschricht (født i Oderberg i Mark Brandenburg, død 1819) og Maren, født Kjellerup (død 1851). Opdraget i temmelig små kår blev han 1817 student fra Metropolitanskolen og studerede en kort tid jura og derefter teologi, men da han ikke følte sig tiltrukket af disse fag, bestemte han sig for medicinen. Allerede som student samlede han ivrigt naturhistoriske genstande, og hans rejselyst bragte ham til med ringe midler at gøre en tur til Nordtyskland. Blandt universitetslærerne fandt han især efter sin faders død en faderlig ven og støtte i professor F.G. Howitz, der en tid tog ham til medhjælper som læge ved Tugthuset. 1822 underkastede han sig først den kirurgiske og derefter den medicinske eksamen, og endnu samme år udnævntes han til landfysikus på Bornholm med bolig i Nexø. Her vandt han ved sin personlighed og ved heldige kure hurtig befolkningens tillid, men følte sig dog mindre tiltalt af den praktiske lægevirksomhed, tilmed på et så afsides sted; han vedblev at forøge sine samlinger, og da et til St. Petersborg bestemt skib, som medførte udmærkede franske og engelske naturvidenskabelige værker, strandede ved kysten, erhvervede han disse for spotpris og lagde derved ikke blot grunden til sit senere så udmærkede bibliotek, men med sit merkantile talent kom han ved salg af dubletter desuden i besiddelse af en kapital, der satte ham i stand til (1824) at foretage en udenlandsrejse. På denne opholdt han sig 8-9 måneder i Paris, hvor han især studerede eksperimental fysiologi hos François Magendie, i hvis vivisektioner han deltog. Han besøgte desuden London, hvor han blev end mere begejstret for fysiologien ved at lære det Hunterske Museum at kende, og kom efter et års fraværelse tilbage til København. Da hans rejsetilladelse endnu ikke var udløben, benyttede han tiden til (1825) at disputere for den medicinske doktorgrad over et emne, hvortil han havde samlet stof på sin rejse. Han søgte nu afsked fra sit embede på Bornholm og tiltrådte med understøttelse af det cappelske rejsestipendium (1826) en længere rejse til udlandet på 3 år. På denne studerede han fornemmelig sammenlignende anatomi, i Heidelberg hos Friedrich Tiedemann og Rudolf Leuckart, i Paris hos Georges Cuvier og i Halle hos Johann Friedrich Meckel. Desuden opholdt han sig en tid ved Middelhavets kyst, hvor han indsamlede sødyr, og besøgte på hjemvejen England. Han kom tilbage til København i november 1828 og ansattes et halvt år efter som lektor (det følgende år blev han professor) i fysiologi ved universitetet, hvilket fag før ham var blevet foredraget af Herholdt. Samtidig blev han underaccouchør ved Fødselsstiftelsen, hvor han efter J.S. Saxtorphs død 1840 et års tid ledede de praktiske forretninger. 1831 blev han medlem af sundhedskollegiet. 1853 fik han titel af etatsråd.

## Museumsmanden
Ved på sine rejser at blive bekendt med udlandets museer, navnlig det Hunterske, der var anlagt fra et rent fysiologisk standpunkt, opstod det ønske hos ham at få oprettet et lignende her hjemme. Da han imidlertid ikke kunde råde over store pengemidler, søgte han at indlede bytteforbindelser for derved at forøge de indsamlinger, han allerede havde gjort. Han fæstede da sin opmærksomhed på de højnordiske dyr, især hvalerne, som kun vare svagt repræsenterede i udlandets museer, og blandt de mænd, der vare ham behjælpelige med at skaffe disse til veje, må især nævnes kaptajn Holbøll, med hvem han allerede havde korresponderet under sit ophold på Bornholm, og som i en lang årrække forsynede ham med værdifulde zoologiske sager fra Grønland. Hans private samling, der tillige tjente ham til grundlag ved forelæsningerne, voksede herved så stærkt, at han havde vanskelighed ved at få plads til den i sin bolig. Men 1833 stiftede han i forening med Joakim Frederik Schouw og Jonas Collin den naturhistoriske forening, og han stillede da sin skeletsamling til foreningens rådighed, i hvis lokale den blev opstillet. 1841 købte Universitetet hele Eschrichts samling for 6000 Rigsdaler., og herved grundedes det fysiologisk-zootomiske museum, som for største delen anbragtes i kælderen under Universitetets Festsal og i den følgende tid forøgedes betydelig. Efter Eschrichts død, da fysiologien havde taget en anden retning, opløstes denne samling, og den største del deraf blev indlemmet i universitetets zoologiske museum, hvis udmærkede samling af hvaler således væsentlig skylder Eschricht sin tilblivelse.

## Populær foredragsholder
I 34 år virkede Eschricht som lærer i fysiologi ved det lægevidenskabelige fakultet, selvfølgelig i den tids ånd, med særligt henblik på den sammenlignende anatomi, som det fra 1841 endog udtrykkelig var ham pålagt at foredrage. Af hans for de studerende holdt forelæsninger, som dog i det hele taget stod tilbage for hans populære forelæsninger, vare i en senere periode de foredrag i høj grad tiltrækkende, som han for en mindre tilhørerkreds gentagne gange holdt i sit hjem over fysiologiens, anatomiens og zoologiens historie med benyttelse af sit i denne retning særdeles righoldige bibliotek. Han havde så vel i tale som i skrift en stærkt populariserende tendens og besad et ualmindeligt talent for populær fremstilling, i det han med begejstring for sit emne i høj grad forstod at fængsle tilhørernes opmærksomhed og vække deres interesse for biologien. I den naturhistoriske forening var han i de første 10 år af dens beståen den, der holdt de fleste populære foredrag, og senere holdt han flere gange på universitetet under stærk tilstrømning af tilhørere rækker af populære forelæsninger, som han også udgav i trykken, således 1850 12 Foredrag over udvalgte emner af Læren om Livet og 1855-58 Folkelige Foredrag. Hans ry som foredragsholder nåede også til hoffet, hvor han i Frederik 7’s tid endog en gang blev tilsagt for at holde foredrag; og 1853 gjorde han en rejse til Hamborg og Berlin for at holde populære forelæsninger.

## Indvoldormene
Eschrichts videnskabelige forfattervirksomhed var meget omfattende. Foruden en Haandbog i Fysiologien til brug for de studerende, hvoraf 1. udgave udkom 1834-41 (2 Bind), har han skrevet et meget betydeligt antal afhandlinger, fornemmelig af zootomisk og fysiologisk indhold. Hans vigtigste arbejder, der have skaffet ham et højt anset navn i den videnskabelige verden, angå indvoldsormene og hvalerne.

### Den brede bændelorm
Et af videnskabernes akademi i Berlin udsat prisspørgsmål gav ham anledning til at benytte et i hans praksis forekommet tilfælde til at gøre en anatomisk undersøgelse af den brede bændelorm, og hans klassiske afhandling herom, Anatomisch-physiologische Untersuchungen über die Bothryocephalen, blev 1840 optagen i Leopoldiner Akademiets Skrifter, af hvilket han imidlertid var blevet medlem. Senere, da Peter Anton Schleisner havde henledet opmærksomheden på den såkaldte hydatidesygdom på Island, kom han igen tilbage til studiet af indvoldsormene (1853-55) og påviste, at den nævnte sygdom hidrørte fra blæreorme, og det havde så meget desto større interesse, som det netop var på den tid, at blærebændelormenes udvikling blev opdaget, og Eschricht alt længe havde bekæmpet læren om selvdannelse.

## Hvalerne
Til undersøgelser over hvalerne skaffede hans iver for at forøge sin og senere universitetets samling ham et rigt materiale. Hans afhandlinger om hvalerne strakte sig fra 1839 indtil hans død, da han endnu efterlod sig tavler til et påbegyndt arbejde, hvilke senere blev udgivet af den yngre Reinhardt, med hvem han i de sidste år havde arbejdet sammen. De fleste af dem er trykte i Videnskabernes Selskabs skrifter, af hvilket han var blevet medlem 1837, og de vigtigste udgav han desuden samlede på tysk 1849. Han fremmede ved disse arbejder i høj grad studiet af hvalerne og udvidede i mange retninger kundskaben om dem.

## Det sjælelige livs udvikling
Det var imidlertid ikke blot det fysiske livs fænomener, der beskæftigede Eschricht, men også studiet af det sjælelige livs udvikling, hvorom adskillige mere eller mindre populære afhandlinger afgive vidnesbyrd (om døvstumme, om idioters opdragelse, om Kaspar Hauser, om hvorledes børn lære at tale). Han forbandt overhovedet med skarp iagttagelsesevne mangesidige interesser, sans for musik og kunst, livlig fantasi og besad lethed til at indlade sig med folk af alle samfundsklasser. Men på den anden side var han ikke ganske let at omgås, og i de underholdende skildringer, han har givet fra sit ungdomsliv, fortæller han med den ham egne åbenhjertighed, hvorledes han ved sin selvrådighed på bjergvandringer oftere kom i livsfare. Ved sine museumsarbejder, sine skrifter og sine rejser kom han i berøring og personligt bekendtskab med mange af samtidens fremragende videnskabsmænd, blandt hvilke især må nævnes den berømte fysiolog Johannes Müller i Berlin, til hvem han fra sine yngre dage stod i nøje venskabsforhold.

## Ægteskab og død
1831 ægtede han Marianne Lucie Charlotte Petit (født i Altona 1811, d. 1879, datter af juvelér Alexander Joseph Ferdinand Petit), en særdeles begavet og dannet kvinde, som delte hans interesser og oftere ledsagede ham på hans rejser. Deres ægteskab var barnløst. Uden at blive hjemsøgt af alderdommens affældighed og uden foregående sygdom døde Eschricht pludselig på en spadseretur 22. februar 1863.

## Andet
Eschrichtsvej i Valby (kvartererne "Valby Vænge" og "Lyset") er opkaldt efter Daniel Frederik Eschricht.
Gråhval, Eschrichtius robustus er på latinsk opkaldt efter Daniel Frederik Eschricht.
| Foregående: Anton Wilhelm Scheel | Rektor for Københavns Universitet 1844 - 1845 | Efterfølgende: Frederik Christian Sibbern |